# Sotiris René Sidiropoulos
Sotiris René Sidiropoulos né à Paris en 1977, peintre et sculpteur français.

## Biographie
Son père, iconographe, sculpteur, docteur en philosophie et ancien élève de P. Constantinidi ou Caracosta, lui inculque les rudiments des métiers d'iconographe et de sculpteur.
Leur premier atelier familial d'iconographie et de sculpture a été créé en 1848 à Cappadoce.
Dans son jeune âge, il a été l'élève des artistes peintres P. Constantinidi et Z. Valsamis.
Il a été l'élève aussi du sculpteur C. Valsamis, (ancien élève de Ossip Zadkine).
Il a étudié les œuvres de Pablo Picasso qui sont une source inépuisable d'inspiration artistique.
Il a fait ses études à l'Académie de la Grande Chaumière, à Paris.

## Créations
- Icônes pour la Cité du Vatican[5].
- Portrait du Pape Benoît XVI, Cité du Vatican, Rome, Italie[1].
- Portrait de Sa Majesté la Reine Sophie d'Espagne, Palais de la Zarzuela, Madrid, Espagne[1].
- Portrait de Sa Majesté la Reine Silvia de Suède, Palais Royal, Stockholm, Suède[6].
- Portrait de S.A.R. la Princesse Héritière Victoria de Suède, Palais Royal, Stockholm, Suède[6].
- Portrait posthume de Sir Winston Churchill, Musée Canadien de la Guerre, Ottawa, Canada[7].
- Tableau de la Cubaine et son enfant, Musée National des Beaux-Arts, La Havane, Cuba[8].
- Portrait de Charlotte Casiraghi de Monaco, Villa Paloma, Nouveau Musée National de Monaco, Principauté de Monaco[9].